# Egy indián Párizsban
Az Egy indián Párizsban (eredeti cím: Un indien dans la ville) 1994-ben bemutatott francia film, rendezője Hervé Palud. A producerei Louis Becker és Thierry Lhermitte, a forgatókönyvírói Hervé Palud és Igor Aptekman, a főszereplői Thierry Lhermitte, Patrick Timsit, Ludwig Briand, Miou-Miou és Arielle Dombasle, a zeneszerzői Tonton David, Manu Katché és Geoffrey Oryema. A mozifilm a Canal+, az Ice Films, a Procirep, a TF1 Films Production és a Touchstone Pictures gyártásában készült, az AMLF forgalmazásában jelent meg. Műfaját tekintve filmvígjáték. A film sikere miatt amerikai változat is készült belőle Dzsungelből dzsungelbe címmel. 
Franciaországban 1994. december 14-én mutatták be a mozikban.

## Szereplők
| Szereplő            | Eredeti hang                 | Magyar hang      |
| ------------------- | ---------------------------- | ---------------- |
| Stéphane Marchadot  | Thierry Lhermitte            | Csankó Zoltán    |
| Richard Montignac   | Patrick Timsit               | Gesztesi Károly  |
| Mimi-Siku           | Ludwig Briand                | Simonyi Balázs   |
| Patricia            | Miou-Miou                    | Kovács Nóra      |
| Charlotte           | Arielle Dombasle             | Prókai Annamária |
| Pavel Kucsnukov     | Vlagyimir "Tolsty" Kotliarov | Láng József      |
| Marie Montignac     | Sonia Vollereaux             | Andresz Kati     |
| Jonavisky           | Jackie Berroyer              | Harsányi Gábor   |
| Rossberg            | Marc de Jonge                | Szersén Gyula    |
| Mrs. Godette        | Louba Guertchikoff           | Czigány Judit    |
| Mr. Marshal         | Philippe Bruneau             | Varga Tamás      |
| Master Dong         | Dominique Besnehard          | Kerekes József   |
| Mr. Bonaventure     | Cheik Doukouré               | Hankó Attila     |
| Rossberg titkárnője | Marie-Charlotte Leclaire     |                  |
| Szonja Kucsnukov    | Olga Jiroušková              |                  |
| Orosz               | Chick Ortega                 |                  |

## Televíziós megjelenések
TV2, Film Mánia